# 16ビットアプリケーション
16ビットアプリケーションとは、16ビットのCPU（プロセッサ）および16ビットのオペレーティングシステムを前提に設計されたアプリケーションプログラムである。

## 概要
特にパーソナルコンピュータ（PC/AT互換機）では、当初は16ビットの8088や80286 マイクロプロセッサの上で稼働した、以下のオペレーティングシステム（またはオペレーティング環境）用に書かれたソフトウェアを指す場合が多い。
- MS-DOS
- OS/2 16ビット（OS/2 1.xで採用した16ビットのAPI）
- Microsoft WindowsのWin16（Win32登場前の、16ビットのWindows API）

OS/2やWindowsの16ビットアプリケーションは、20ビットまたは24ビットのx86のセグメント方式によるアドレス表現を使用し、16ビットアドレスのみで可能な範囲 (64KB) を超えて、アドレス可能なメモリ範囲を拡張した。プログラムは命令とデータに、{\displaystyle 2^{16}}バイト (64KB) 以上を使用し、64KB単位のセグメントの切り替えには特別の命令を必要としたため、16ビットアプリケーションのプログラミングの複雑性は増加した。